# Transportno letalo
Transportno letalo (tudi tovorno letalo) je zračno plovilo z negibljivimi krili, ki je namensko zasnovano ali pa prirejeno za prevoz tovora, kar ga razlikuje od potniškega letala. Takšna letala običajno ne nudijo prostra za potnike in imajo običajno vgrajena ena ali več velikih vrat za natovarjanje ali raztovarjanje tovora. Transportna letala običajno upravljajo civilne potniške ali transportne letalske družbe, zasebni posamezniki, ali pa oborožene sile posameznih ali konzorcijskih držav. Kljub vsemu se količinsko največ letalskega tovora prepelje s pomočjo posebej prirejenih ULD (Unit Load Device) zabojnikov v transportnem delu običajnih potniških letal. 
Letala, zasnovana za transportne lete, imajo običajno vgrajene nekatere posebnosti, ki jih ločijo od potniških letal:
- širok/dolg prerez trupa
- visoko postavljena krila, ki omogočajo nizko težišče tovora
- večje število koles, ki omogočajo varne pristanke tudi s polno obtežitvijo, pogosto tudi na neurejenih letališčih
- visoko postavljen rep, ki omogoča neposredni dovoz / izvoz tovora velikih dimenzij.

## Primerjava nekaterih letal
| Letalo                                 | Prostornina tovora      | Teža tovora             | Potovalna hitrost          | Dolet                          | Vojaško/civilno letalo |
| -------------------------------------- | ----------------------- | ----------------------- | -------------------------- | ------------------------------ | ---------------------- |
| Airbus A400M                           | -                       | 37.000 kg (82.000 lb)   | 780 km/h (420 kn; 480 mph) | 6,390 km (3,450 nm)            | Vojaško                |
| Airbus A300-600F                       | 115.7 m³                | kg ( lbs)               | km/h ( mph)                | km (4,000 nm, mi)              | Civilno                |
| Airbus A330-200F                       | 475 m³                  | 70.000 kg (154.000 lb)  | 871 km/h (537 mph)         | 7,400 km (4,000 nm, 4,600 mi)  | Civilno                |
| Airbus Beluga                          | 1210 m³                 | 47.000 kg (104.000 lb)  | -                          | 4,632 km (2500 nm)             | Civilno                |
| Antonov An-124                         | -                       | 150.000 kg (331.000 lb) | 800 km/h (430 kn, 490 mph) | 5,400 km (2,900 nm, 3,360 mi)  | Vojaško & civilno      |
| Antonov An-225                         | 1,300 m³ (46,000 cu ft) | 250.000 kg (551.000 lb) | 800 km/h (430 kn, 500 mph) | 15,400 km (9,570 mi)           | Civilno                |
| McDonnell Douglas C-17 Globemaster III | m³ ( cu ft)             | 77.519 kg (170.900 lb)  | 830 km/h (450 kn, 515 mph) | 4,482 km (2,420 nmi, 2,785 mi) | Vojaško                |
| Boeing 737-700C                        | 107.6 m³ (3,800 cu ft)  | 18.200 kg (40.000 lb)   | 931 km/h (503 kn, 578 mph) | 5,330 km (2,880 nmi)           | Civilno                |
| Boeing 757-200 Freighter               | 239 m³ (8,430 cu ft)    | 39.780 kg (87.700 lb)   | 955 km/h (516 kn, 593 mph) | 5,834 km (3,150 nmi)           | Civilno                |
| Boeing 747-8F                          | 854.5 m³ (30,177 cu ft) | 134.200 kg (295.900 lb) | 908 km/h (490 kn, 564 mph) | 8,288 km (4,475 nmi)           | Civilno                |
| Boeing 747-LCF                         | 1840 m³ (65,000 cu ft)  | 83.325 kg (183.700 lb)  | 878 km/h (474 kn)          | 7,800 km (4,200 nmi)           | Civilno                |
| Boeing 767-300 Freighter               | 438.2 m³ (15,469 cu ft) | 52.700 kg (116.200 lb)  | 850 km/h (461 kn, 530 mph) | 6,025 km (3,225 nmi)           | Civilno                |
| Boeing 777 Freighter                   | 653 m³ (23,051 cu ft)   | 103.000 kg (227.000 lb) | 896 km/h (484 kn, 557 mph) | 9,070 km (4,900 nmi)           | Civilno                |
| Lockheed C-5 Galaxy                    | -                       | 122.470 kg (270.000 lb) | 919 km/h                   | 4,440 km (2,400 nmi; 2,760 mi) | Vojaško                |
| Lockheed Martin C-130 Hercules         | -                       | 33.000 kg (73.000 lb)   | 540 km/h (292 kn, 336 mph) | 3,800 km (2,050 nm, 2,360 mi)  | Vojaško                |
| McDonnell Douglas MD-11                | 440 m³ (15,530 cu ft)   | 91.670 kg (202.100 lb)  | 945 km/h ( 520 kn, 587 mph | 7,320 km (3,950 nmi; 4,548 mi) | Civilno                |